# Telestes fontinalis
Telestes fontinalis är en fiskart som först beskrevs av Stanko Karaman 1972.  Telestes fontinalis ingår i släktet Telestes och familjen karpfiskar. IUCN kategoriserar arten globalt som akut hotad. Inga underarter finns listade i Catalogue of Life.